# Dainik Jagran
Дайнік Джаґран (гінді दैनिक जागरण, Dainik Jagran) — одна з найбільших за тиражем індійських хінді-мовних щоденних газет, заснована у 1942 році у місті Джхансі, що з 1947 року видається у Канпурі. Зараз виходить у 37 варіантах в 11 штатах Індії, вкриваючи аудиторію близько 55 млн осіб.